# James Glenn Beall
James Glenn Beall (Frostburg, 5 giugno 1894 – Frostburg, 14 gennaio 1971) è stato un politico statunitense, senatore per lo stato del Maryland dal 1953 al 1965 e in precedenza membro della Camera dei Rappresentanti per lo stesso stato dal 1943 al 1953.

## Biografia
Nato e cresciuto nel Maryland, Beall prese parte alla prima guerra mondiale prestando servizio nell'esercito e fu congedato col grado di sergente.
Entrato in politica con il Partito Repubblicano, nel 1923 venne eletto all'interno della Allegany County Road Commission, dove restò fino al 1930. Fu quindi membro del Senato di stato del Maryland per quattro anni e successivamente membro della Maryland State Roads Commission, di cui fu presidente per un anno.
Nel 1942, quando la deputata democratica Katharine Byron decise di ritirarsi a vita privata, Beall si candidò per il suo seggio alla Camera dei Rappresentanti e riuscì ad essere eletto. Fu riconfermato dagli elettori per altri quattro mandati.
Nel 1952, quando il democratico Herbert O'Conor annunciò il proprio ritiro, Beall si candidò come suo successore al Senato e riuscì ad essere eletto, sconfiggendo l'avversario democratico, il segregazionista George P. Mahoney. Beall, un democratico centrista, fu riconfermato per un secondo mandato nel 1958 prevalendo su Thomas D'Alesandro Jr. ma nel 1964 fu sconfitto da Joseph Tydings.
Sei anni dopo, Tydings fu sconfitto da John Glenn Beall Jr., il figlio di James Glenn Beall.
Dopo aver lasciato il Congresso, Beall tornò a lavorare nel settore privato. Morì nel 1971, all'età di settantasei anni.